# Castello di Pontevico
Il castello di Pontevico è un'ex fortificazione edificata in piena età altomedievale a Pontevico, in Provincia di Brescia, attualmente utilizzata come istituto neuropsichiatrico. È stato inoltre rimaneggiato più volte nel corso dei secoli, causa i continui assedi subiti nel corso del tempo. Venne completamente ricostruito nel 1844 e la versione attuale risale alla seconda metà del XX secolo.

## Storia

### Le origini della rocca
Con la conquista franca del territorio per mano di Carlo Magno, risalente al IX secolo, iniziarono le lotte feudali (prima tra vescovati e poi tra comuni) e Pontevico si ritrovò posta in un'importante posizione strategica lungo il corso del fiume Oglio.
La prima costruzione di un castello risale alla fine del IX secolo a causa delle continue scorrerie compiute dagli Ungari in quel periodo, venendo ricordata dalle cronache dell'epoca come una roccaforte colossale, detta munitissimum castrum. Un ampio fossato munito di ponti levatoi circondava la rocca e ne cingeva i fortilizi. Si pensa all'antica presenza di una via sotterranea che, partendo dal castello, collegava Pontevico alla vicina Robecco d'Oglio.

### Il lungo conflitto tra guelfi e ghibellini

#### XII secolo
Il 26 luglio 1127, il Conte Goizone Martinengo concede l'investitura del Castello di Pontevico al Vescovo Villano e ai consoli del Comune di Brescia.
Sembra che nel 1191, il castello di Pontevico fosse stato, per mano dell'imperatore Enrico VI, ceduto ai cremonesi. Tuttavia, si sa per certo che. nel gennaio dell'anno successivo, tornò subito in mano bresciana, tanto che insieme ad esso passarono sotto il controllo di Pontevico non solo le acque del fiume Oglio, ma anche i 100 trabucchi (170 metri) a partire dalla riva destra dell'Oglio, in territorio cremonese, e con essi piantagioni, pascoli e ogni costruzione situata in quell'area.
Sempre sul finire del XII secolo, la fortezza era una delle più importanti del Bresciano, tanto che nello stesso periodo venne ulteriormente rinnovata e ampliata come parte dei grandiosi provvedimenti militari del Comune di Brescia, per far fronte alla crescente minaccia cremonese. In occasione della posa della prima pietra della nuova rocca, si tenne una speciale cerimonia, nella quale i tre uomini più influenti del paese, dopo aver toccato con la destra l'asta dello stendardo pubblico, si inchinarono e baciarono la prima pietra, con la benedizione del vescovo.
Infatti, nel corso del secolo andò sviluppandosi il conflitto tra guelfi e ghibellini: Cremona era una città di tradizioni ghibelline e patteggiava per l'Impero, Brescia invece era guelfa e patteggiava per la Chiesa. I contadi delle due città erano divisi dal fiume Oglio e al centro del confine si trovava Pontevico, che divenne l'antemurale della difesa del territorio bresciano.

#### XIII secolo
La rocca di Pontevico fu, in questo periodo, mira dei fuoriusciti bresciani che, per ripicca verso la città, provarono a impossessarsi della fortezza per cederla ai cremonesi. Nel 1208, il caso più eclatante: il Marchese Guido Lupo, a comando di un esercito probabilmente rinforzato da soldati Parmigiani e Cremonesi, assediò il castello e se ne impossessò, non si sa se con la forza o per dedizione o tradimento dei comandanti del presidio. Il forte venne ceduto ai cremonesi. Tuttavia, grazie all'aiuto milanese, i bresciani riuscirono nello stesso anno a reimpossessarsi della fortezza, comandati dall'allora podestà di Brescia Obizone Pusterla. Infatti, i soldati guelfi riuscirono a penetrare nel castello durante la notte con le sentinelle nemiche semiaddormentate, tanto che con quell'avvenimento nacque la frase canzonatoria Dormono i cremonesi nel castello di Pontevico.

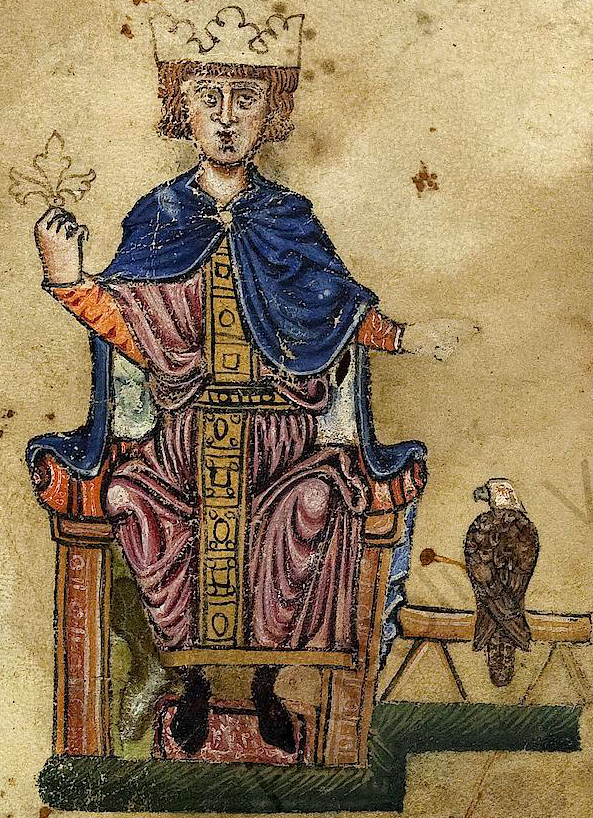
Federico II di Svevia a Pontevico non trovò alcuna resistenza da parte dei guelfi, riuscendo a impossessarsi del castello alla vigilia della Battaglia di Cortenuova.

Nel 1237, alla vigilia della celebre Battaglia di Cortenuova, si stanziò nella rocca l'esercito della Lega Lombarda. L'armata commise l'errore di spostarsi verso nord-ovest, lasciando a Federico II la possibilità di attraversare il fiume Oglio proprio a Pontevico, dove non trovò resistenza. Lo stesso Imperatore, diede in paese una parata militare, alla quale presero parte non solo i soldati alemanni, ma anche i saraceni, che sfoggiarono per le vie del paese i propri elefanti da guerra. L'anno successivo, con la sconfitta subita nell'assedio di Brescia, Federico fu costretto a lasciare Pontevico (che incendiò nella strada per raggiungere la città) che tornò nelle mani dei bresciani. Tuttavia, nel 1242 i fuoriusciti Malessardi riuscirono a impadronirsi del Castello e a cederlo ai cremonesi. I bresciani riuscirono a reimpadronirsi di Pontevico nel 1248, a seguito della disfatta subita dall'imperatore a Parma. L'8 marzo 1252, Brescia e Cremona raggiunsero una pace.
In questo periodo, come possiamo trarre da un documento firmato da Alberto Notaio, erano due i castelli presenti in paese. Oltre a questo, quello più grande e posto nella parte alta del paese, ne era presente un altro a difesa della parte inferiore del centro abitato, ancora oggi chiamata borgo, scomparso nel corso di questo secolo.
Nel 1260, Uberto Pelavicino conquistò il bresciano; tuttavia, gli abitanti di Brescia destituirono i governatori imposti dal marchese che, di pronta risposta, rase al suolo molti castelli della Bassa Bresciana, compreso quello di Pontevico. Nonostante ciò, il paese tornò in mano bresciana, mentre la fortezza ricostruita nel corso degli anni successivi.

#### XIV secolo
Si ricorda, nel 1308, l'episodio del Vescovo Niccolò di Butrinto. Il prelato era portatore di un'importante lettera e si trovava a Soncino, venendo successivamente tratto prigioniero a Pontevico, presidiato da 300 guelfi. Tuttavia, l'uomo religioso, dopo aver distrutto la lettera incriminata, ordinò ai suoi domestici di disporre al meglio ogni cosa e invitò a pranzo nella struttura militare i tutti i soldati che lo tenevano in custodia. Come si deduce dal suo diario, il vescovo chiese di potersi dirigere a Robecco d'Oglio per del vino, che allora mancava al castello:
(Niccolò di Butrinto, diario)
Così, attraversato l'Oglio, mantenne sì la promessa di inviare del vino al castello, ma lo fece mandando indietro il frate di Pontevico e fingendo, in accordo con il castellano di Robecco, di essere trattenuto in paese. Riuscì così a liberarsi con un ingegnoso stratagemma.

Nel 1311, la fortezza venne data in potere al ghibellino Giberto da Correggio, in seguito al successo della fazione nell'Assedio di Brescia, che portò l'intero bresciano sotto la Signoria di Milano. Durante gran parte del XIV secolo, essendo Brescia e Cremona assoggettate dai Visconti, a contendersi il territorio furono appunto i Visconti e gli Scaligeri, signori di Verona.

Lo stemma della famiglia Della Scala, che nel corso del Trecento si oppose all'egemonia dei Visconti.

Nel 1362, la Lega antiviscontea si impossessò del borgo ma il castellano riuscì a mantenere il controllo della Rocca, chiamando Bernabò Visconti in suo aiuto. Gli eserciti della Lega, formata dai Signori dei signori di Verona, Ferrara, Mantova e Carrara, con il supporto della popolazione locale (la rocca non conteneva alcun pontevichese), assediò il castello con 28 compagnie di cavalieri e un grande numero di fanti.
(Matteo Villani, Historie)
Bernabò, raccolto un buon numero di cavalieri, si diresse verso la Rocca. Nel frattempo, gli assedianti, non sapendo quali soccorsi avesse inviato il Visconti, finirono per mettere in secondo piano la conquista della fortezza; così, il castellano avvertì Bernabò, giunto nei pressi di Pontevico, della scarsa vigilanza dei guelfi.
(Matteo Villani, Historie)

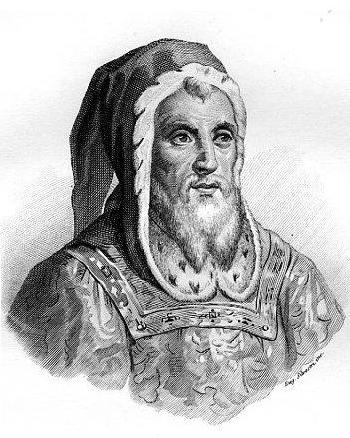
Bernabò Visconti, Signore di Milano dal 1354 al 1385, si rivelò particolarmente spietato verso il castello di Pontevico, le cui mura vennero abbattute.

Fu così che, di notte, il Visconti e le sue truppe riuscirono a intrufolarsi all'interno della Rocca tramite i ponti levatoi. Di giorno, l'esercito fuoriuscì dalla fortezza e attaccò i Collegati, i quali risposero in grande numero con il sostegno dei pontevichesi, armati di sassi e lance. Malgrado un'iniziale resistenza, l'esercito della lega non seppe resistere a lungo e fu costretto ad arrendersi. Pontevico venne saccheggiata e i suoi abitanti massacrati o imprigionati, le mura cittadine furono abbattute.

### Il secolo dei condottieri
Nel 1404, si ricorda la presenza di Ugolino Cavalcabò all'interno della Rocca, che impiegò come base per le proprie operazioni militari, riunendovi circa 7.000 fanti e 200 cavalli. Sempre all'inizio del XV secolo, nel castello venne firmata una tregua con scambio di prigionieri tra Cabrino Fondulo (che richiese di visitare personalmente la Rocca) e Pandolfo Malatesta, il quale successivamente riparò nella fortezza che fece fortificare per poi usarla a più riprese contro Cremona. Questo secolo, il Quattrocento, è ricordato come il secolo dei Condottieri (o Capitani di ventura), e nel corso di questo periodo la Rocca di Pontevico di condottieri ne ospitò molti.
Nel 1426, nelle fasi iniziali delle Guerre di Lombardia la Repubblica di Venezia, guidata dal Carmagnola, invase il Bresciano e prese il controllo del castello di Pontevico. La Serenissima eresse e rinnovò le principali fortezze sull'Oglio, perciò quelle di Orzinuovi, Asola e appunto Pontevico, affidandone la cura a un Provveditore e a un Castellano. Secondo una descrizione di questo periodo, il castello era circondato da mura e fosse e dotato di baluardi e torri di vedetta, mentre attorno a esso si stendeva il paese, attorno alla strada provinciale e all'antica pieve intitolata a Sant'Andrea.
Nelle prime fasi del conflitto, non si ricordano grandi avvenimenti nei pressi di Pontevico: malgrado venisse usato da molti generali come base per le operazioni militari, le sue dimensioni e il suo armamento scoraggiavano i capitani di ventura, i quali esitavano ad assediare la sua fortezza.
È con la quinta e ultima fase che il castello torna ad essere teatro di scontri. L'8 giugno 1452, a seguito di un assedio durato due giorni, Francesco Sforza riuscì a riportare la fortezza sotto il controllo del Ducato di Milano, potendo contare su un grande numero di uomini e sull'impiego delle bombarde.

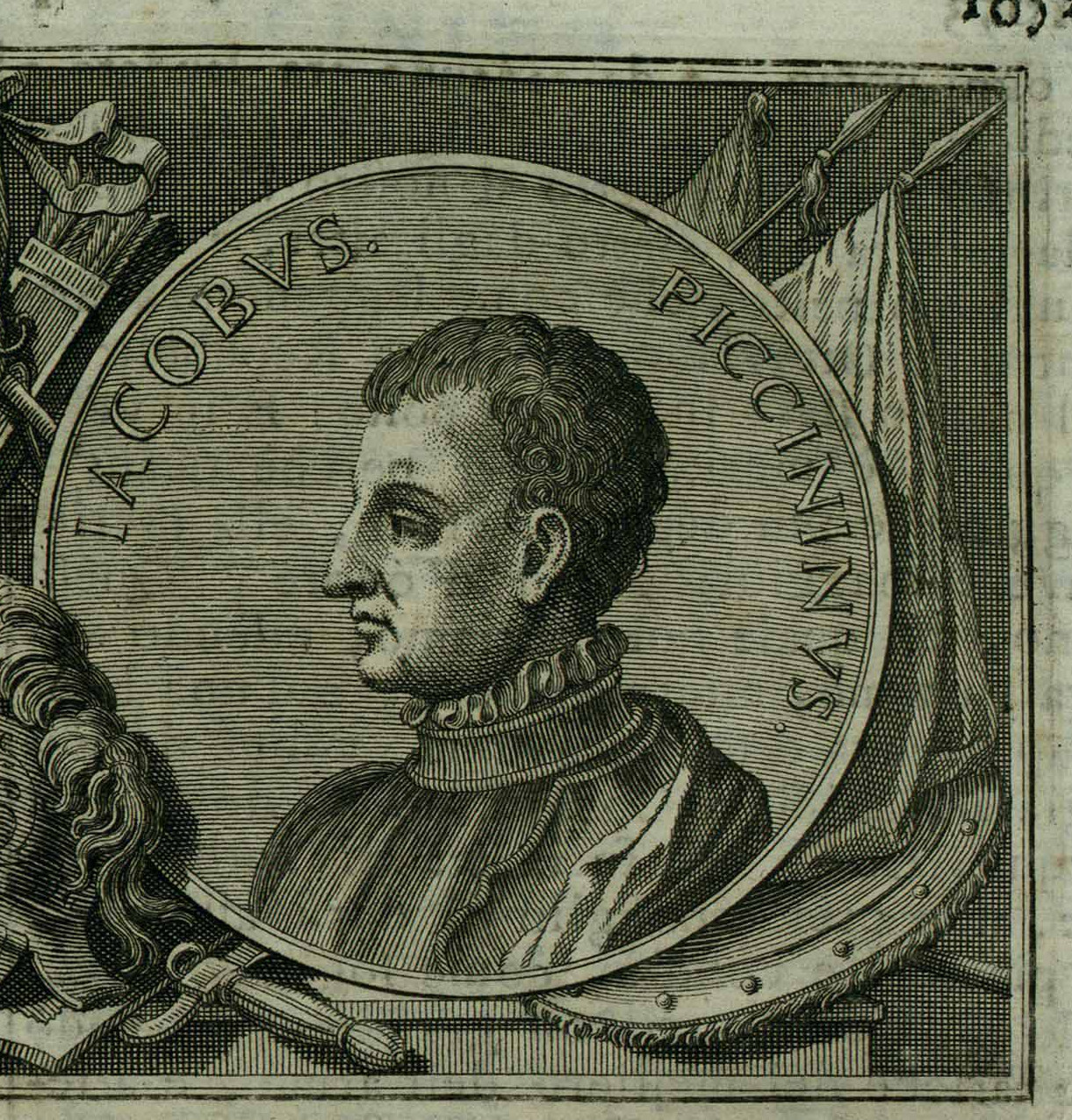
Jacopo Piccinino, a comando dell'Esercito Veneziano durante l'ultima fase delle Guerre di Lombardia. Precedentemente, servì anche il Ducato di Milano e il Regno di Napoli.

Nel mese di maggio 1453, Jacopo Piccinino, a comando dei veneziani, cinse d'assedio la Rocca provando a valersi dell'effetto-sorpresa impiegato dallo Sforza l'anno precedente. Tuttavia, dopo tre giorni di assedio, il castello era ancora nelle mani dei cinquecento uomini di guarnigione posti nella fortezza. Così, il Piccinino la mattina del 29 incitò le genti all'impresa, le quali, spostando tutte le armi in direzione di un singolo baluardo, riuscirono ad aprirvi una breccia e a penetrare nel castello. A questo punto, nel mese di giugno, dopo diverse scaramucce consumatesi nei boschi nei pressi di Pontevico, il generale veneziano provò, partendo da Pontevico, ad attaccare lo Sforza, posto con i suoi uomini sulla sponda destra dell'Oglio. Così incitò nuovamente le genti all'impresa:
(Jacopo Piccinino, discorso)
Delle 52 coorti che possedeva nell'accampamento, ne armò 36, le quali la notte passarono l'Oglio e penetrarono nel contado cremonese. Successivamente, il Piccinino stesso passò il fiume con un esercito composto da 5000 fanti, 1000 arcieri e 500 tra schioppettieri, frombolieri e altri artiglieri. L'assalto si rivelò fallimentare e i veneziani vennero respinti oltre il fiume, ritrovandosi costretti a rientrare a Pontevico.

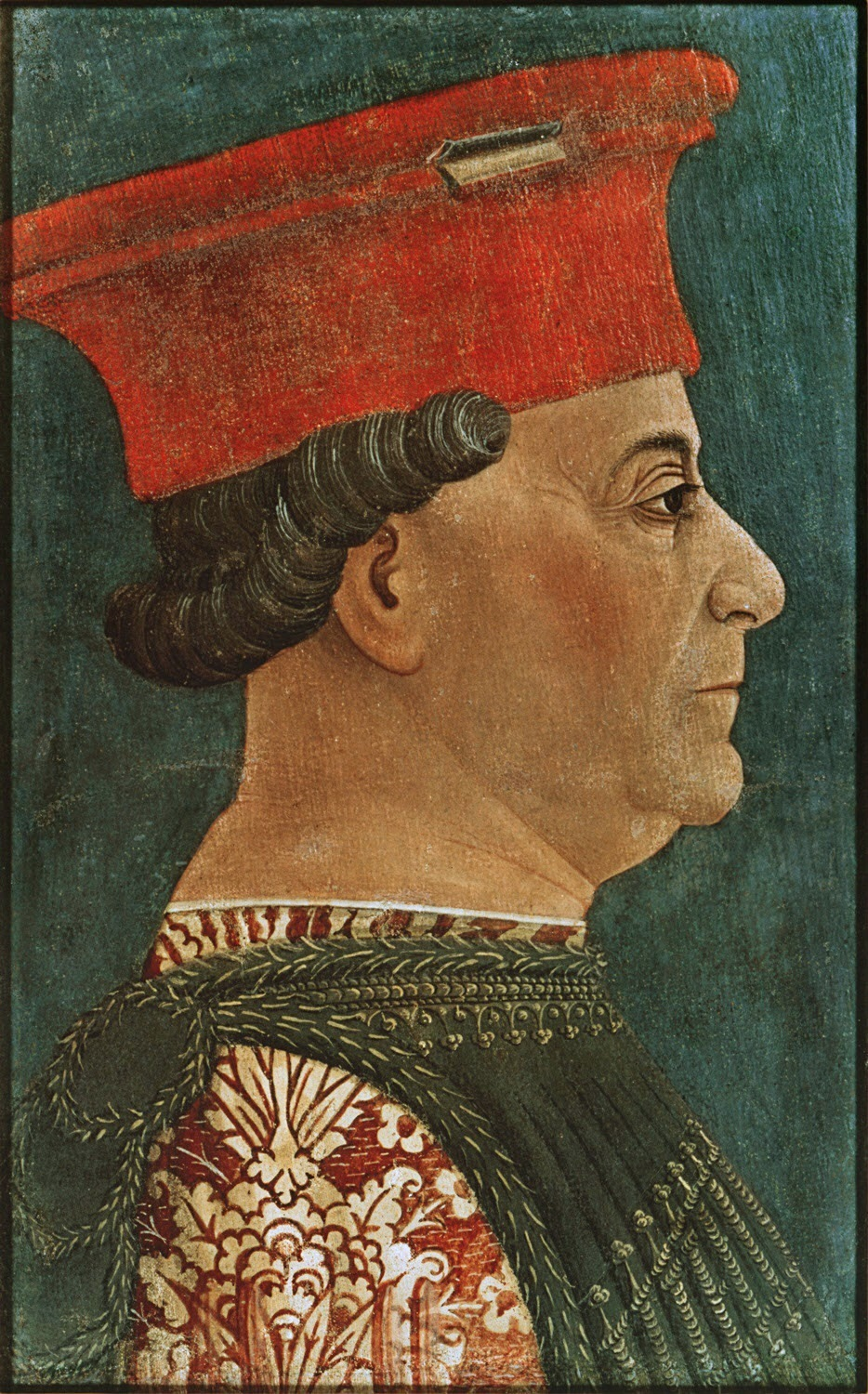
Francesco Sforza, Duca di Milano dal 1450 al 1466, assediò vittoriosamente Pontevico per due volte. Precedentemente, servì anche il Regno di Napoli, lo Stato Pontificio, le Repubbliche di Lucca e Firenze e la stessa Venezia.

In agosto, da Pontevico (che era diventata la sua base per le spedizioni militari) Jacopo Piccinino si mosse a difesa di Ghedi, inutilmente in quanto venne conquistata delle forze milanesi.
In autunno, Francesco Sforza ricevette rinforzi da Toscana e Francia, ricongiungendosi con l'alleato Renato d'Angiò. In totale, l'esercito dei franco-milanesi accampati a Seniga salì a un totale di circa ventimila fanti e tremilacinquecento cavalieri. Forti di una schiacciante superiorità numerica, gli uomini guidati dal Duca e dal Conte d'Angiò in breve tempo accerchiarono e, il 16 ottobre, cinsero d'assedio Pontevico. Il castello cadde in mano franco-milanese alle ore 22 del 19 ottobre, dopo più di tre giorni e due notti d'assedio. Gli occupanti (specialmente i transalpini) furono particolarmente spietati verso i vinti: compiuto il saccheggio, segnato da brutali crudeltà contro i civili, il centro abitato, castello compreso, venne incendiato e raso al suolo.
Con la Pace di Lodi, Pontevico tornò parte della Repubblica di Venezia, che negli anni successivi ricostruì il paese e il castello, avviando la costruzione di due nuovi torrioni il 18 maggio 1457. Proprio grazie alla fedeltà mostrata dai pontevichesi alla Serenissima, il paese più volte venne soprannominato Castello.
Nel 1483, durante la Guerra del Sale, ci furono dei fatti d'arme presso il Pontevico, tra il Sanseverino (generale veneto) e il Duca di Calabria Alfonso d'Aragona. Tuttavia, le forze capitanate dal duca di Calabria, essendo a conoscenza del fatto che il castello di Pontevico fosse munitissimo e ben difeso, non attaccarono la Rocca. Al contrario, si diressero verso le fortezze di Ghedi, Bagnolo, Montechiaro e Asola, che vennero conquistate, seppur per poco tempo; infatti, l'esercito veneziano riconquistò i castelli perduti e, gettando un ponte sul fiume proprio a Pontevico, invase il contado di Cremona. La guerra si chiuse l'anno successivo con una pace firmata a Bagnolo.

### L'età moderna

#### Le guerre d'Italia
Nel 1498, a causa delle pretese dinastiche sul Ducato di Milano di Luigi XII, il Duca Ludovico il Moro decise di far giungere uomini all'interno dei castelli cremonesi, in particolare 400 a difesa di Robecco d'Oglio.
Nel 1499, dopo quasi mezzo secolo dalla sua distruzione, venne ricostruito il ponte sull'Oglio. Lo stesso anno, a causa del comportamento oppressivo del governo milanese verso i cremonesi, più volte questi ultimi vennero a Pontevico per parlare con il Castellano o il Cappellano di un'ipotetica Impresa di Cremona, per il passaggio di quest'ultima sotto la Serenissima. L'invasione avvenne, tuttavia non partendo da Pontevico ma bensì da Soncino, e abbastanza agevolmente l'intero Contado di Cremona divenne parte della Serenissima, al punto che il 10 settembre 1499 si ricorda l'innalzamento del Gonfalone di San Marco in città. Il momento favorevole durò poco e, nel gennaio 1500, il Duca dichiarò esplicitamente di voler riprendere Cremona, di pronta risposta i Rettori di Brescia fecero tuttavia arrivare 22.000 soldati a Pontevico, pronti a marciare verso la città in caso di necessità. Più di diecimila tra fanti, arcieri, balestrieri, schioppettieri e bombardieri si mossero verso Cremona, facendovi ingresso e riportando la calma in città.
Consci del fatto che l'espansione veneziana nella penisola italiana fosse un problema per le loro mire espansionistiche, il Re di Francia Ludovico XII, il Re di Spagna Ferdinando II e l'Imperatore Massimiliano I, con il supporto del Papa Giulio II, il 10 dicembre si riunirono nella Lega di Cambrai, volta a sconfiggere la Serenissima. Il pericolo per la Repubblica di Venezia era imminente e sentito, perciò il Senato di Venezia ordinò fin da subito di riunire l'esercito di terra proprio a Pontevico, mentre all'interno del Castello, che oramai da secoli era il più munito e difeso del Bresciano, si riunirono i capi d'armata, tra i quali si ricordano Nicolò Orsini, Bartolomeo di Alviano, Andrea Gritti, Giorgio Cornaro e Vincenzo Valier. A partire dall'aprile 1509, a Pontevico si riunì un imponente numero di soldati, tra le 40.000 e le 60.000 unità, il quale lasciò la fortezza il 2 maggio, volta ad attaccare i milanesi.
Malgrado un'iniziale avanzata in territorio nemico con la cattura del castello di Pagazzano, la disfatta di Agnadello mandò in crisi l'esercito veneziano tanto che parve che la Repubblica di Venezia fosse destinata a subissare. Mentre le truppe francesi entravano a Bergamo, Brescia e Cremona, il castello di Pontevico, per dimostrare la sua dedizione verso la Serenissima, accolse ogni fuggiasco, tuttavia non a lungo in quanto la Rocca venne occupata dai francesi nel mese di giugno. Nel viaggio da Ghedi a Cremona, il 22 giugno il Re di Francia con la sua corte si fermò a dormire nel Castello di Pontevico.
Nel 1510, i pontevichesi, con il supporto del castellano, fecero partire una grande rivolta, al punto da far fuggire i francesi che riuscirono a catturare solo 14 rivoltosi. Il paese tornò così in mano veneziana, tuttavia per poco tempo in quanto non appena si seppe a Bologna (quartier generale dell'armata francese) della riconquista veneziana del Bresciano, i transalpini inviarono Gastone di Foix-Nemours per la conquista di Brescia e Gian Giacomo Trivulzio per l'espugnazione del Castello di Pontevico. Il 19 febbraio, 500 lancieri del Trivulzio riuscirono a penetrare nella Rocca, che venne saccheggiata assieme al centro abitato; lo stesso giorno Brescia ebbe una sorte ancora peggiore, tanto che oltre ai saccheggi vide numerosi massacri anche verso civili e sacerdoti nei templi, in quello che viene ricordato come Sacco di Brescia.
Nel frattempo, a seguito della formazione della Lega Santa (formata dallo Stato Pontificio, la Repubblica di Venezia, l'Impero Spagnolo e i Cantoni Svizzeri), le sorti della guerra si ribaltarono e la Francia si ritrovò sulla difensiva, ponendo il grosso del suo esercito proprio all'interno della Rocca di Pontevico. Tuttavia, l'esercito di Ludovico venne presto a sapere di essere inseguito da un'imponente armata veneziana, abbandonando il castello al quale venne dato fuoco e lasciandosi dietro le rovine del ponte sull'Oglio, distrutto per non far passare i veneziani che lo ricostruirono appena giunti in paese. Sempre Pontevico venne impiegata dalla Serenissima come base per la riconquista di Brescia, al punto che il comandante Leonardo Emo vi raggruppò 2000 fanti e 500 cavalieri, ai quali si aggiunse successivamente l'intera armata della Signoria. In questo periodo, i milanesi e gli svizzeri tentarono di passare l'Oglio a Pontevico ma vennero respinti dai castellani.
Dopo che il 24 marzo 1513 era stata firmata un'alleanza tra Francia e Venezia, in maggio si riunirono nel castello le truppe destinate all'Impresa di Cremona, le quali il 27 maggio, sotto il comando di Bartolomeo di Alviano, riportarono la città sotto il controllo della Serenissima, mentre venivano riconquistate Brescia e Bergamo e i francesi prendevano il controllo di Soncino e di Lodi.
Tuttavia, la sconfitta nella Battaglia di Novara ribaltò le sorti della guerra, tanto che i veneti abbandonarono il Bresciano, completamente occupato dall'esercito spagnolo. La Rocca di Pontevico, difesa da 300 uomini, riuscì a resistere agli spagnoli condotti da Antonio de Leyva. Nemmeno in luglio, con il ricongiungimento degli iberici con gli alleati milanesi e tedeschi, il castello cadde, al punto che gli assedianti vennero scacciati dalla Rocca. A quel punto, gli assedianti decisero di applicare la tattica dell'isolamento, con il fine di costringere i pontevichesi ad arrendersi per mancanza di viveri e rifornimenti. E, malgrado una resistenza durata fino a metà agosto, così fu. Il castellano fu costretto, anche a causa della peste che si stava diffondendo nel territorio, a scendere a patti, come ricorda Marin Sanudo il Giovane:
(Marin Sanudo il Giovane, Diari di Marin Sanudo)

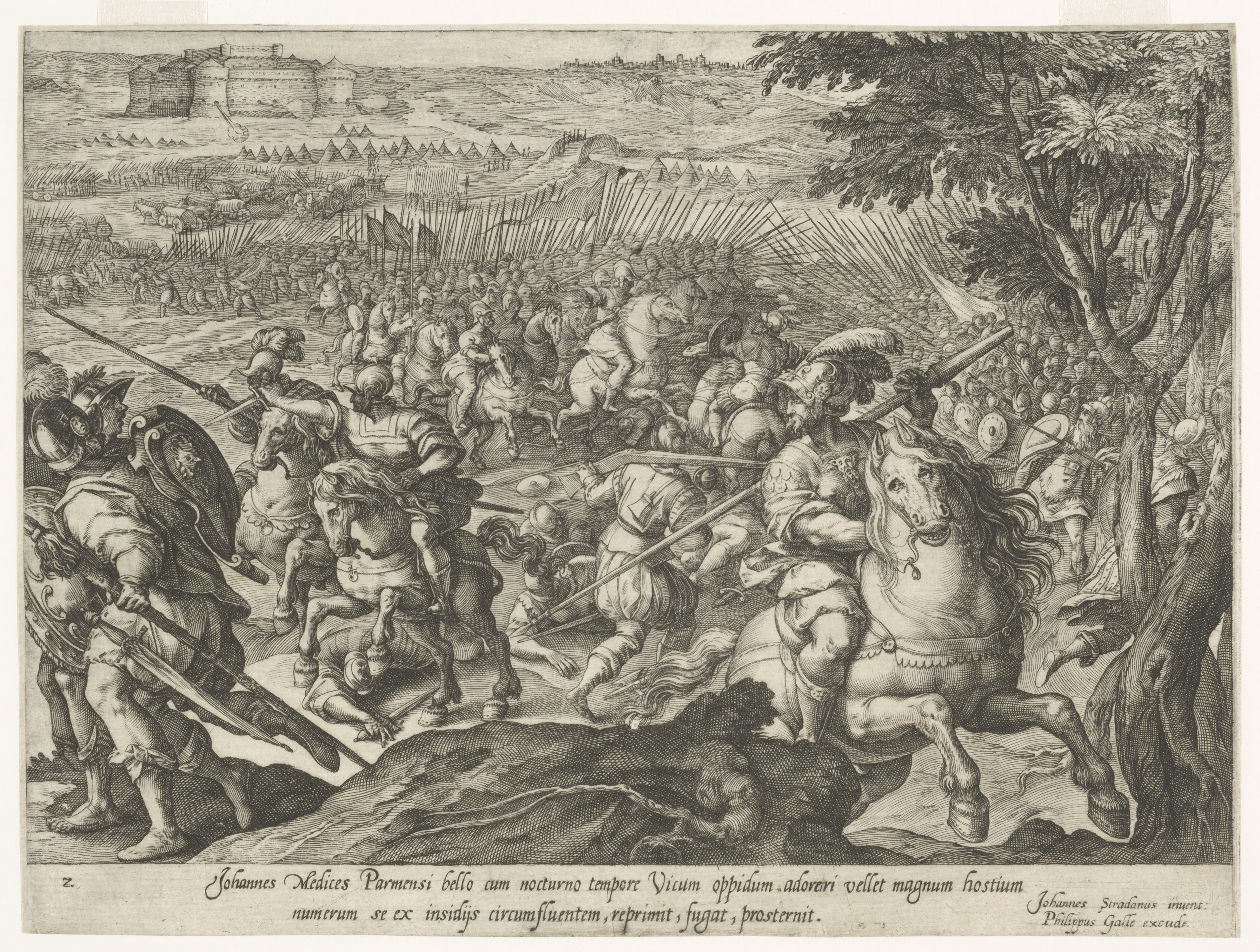
Dipinto di Jan van der Straet: anni 1520, Giovanni dalle Bande Nerecombatte nei pressi di Pontevico. Lo scontro non coinvolse tuttavia il castello.

Per tre anni Pontevico stette sotto il dominio spagnolo, quando nel Maggio 1516 i veneziani, capitanati da Odet de Foix (inviato dal Re di Francia Francesco I), riconquistarono Brescia e con essa il suo territorio, completamente abbandonato dagli occupanti.
Il castello non venne più interessato da scontri fino alla fine del conflitto, raggiunta con la Pace di Cambrai.
Nel 1529, si ricorda una discesa nel Bresciano da parte dei Lanzichenecchi, i quali saccheggiarono la provincia e provocarono danni ai castelli della Bassa, compreso quello di Pontevico.

#### XVI-XVIII secolo
Si ricorda, nel corso dell'anno 1560, un'opera di potenziamento e di restauro della Rocca. Sappiamo che l'Opera di restauro fu particolarmente apprezzata dai bresciani grazie a un decreto dell'allora Capitano della Città Giovanni Matteo Bembo:
(Giovanni Matteo Bembo, decreto del 30 maggio 1560)
Nel 1571, si ricorda la fondazione, da parte della Serenissima, della scuola di Bombardieri all'interno del castello.
Tuttavia, l'avanzamento delle tecnologie militari e la sempre più massiccia introduzione dell'artiglieria ridussero, nel corso di questo periodo, sempre più l'importanza dei castelli, sempre più vulnerabili alle nuove armi, e di certo il castello di Pontevico non fece eccezione.
Da una descrizione di Pontevico contenuta in una documentazione fatta nel principio del XVII secolo (più precisamente, nel 1610), si può dedurre quale fu l'aspetto della fortezza in quel periodo:
(Giovanni Dalezze, Catastico Bresciano)

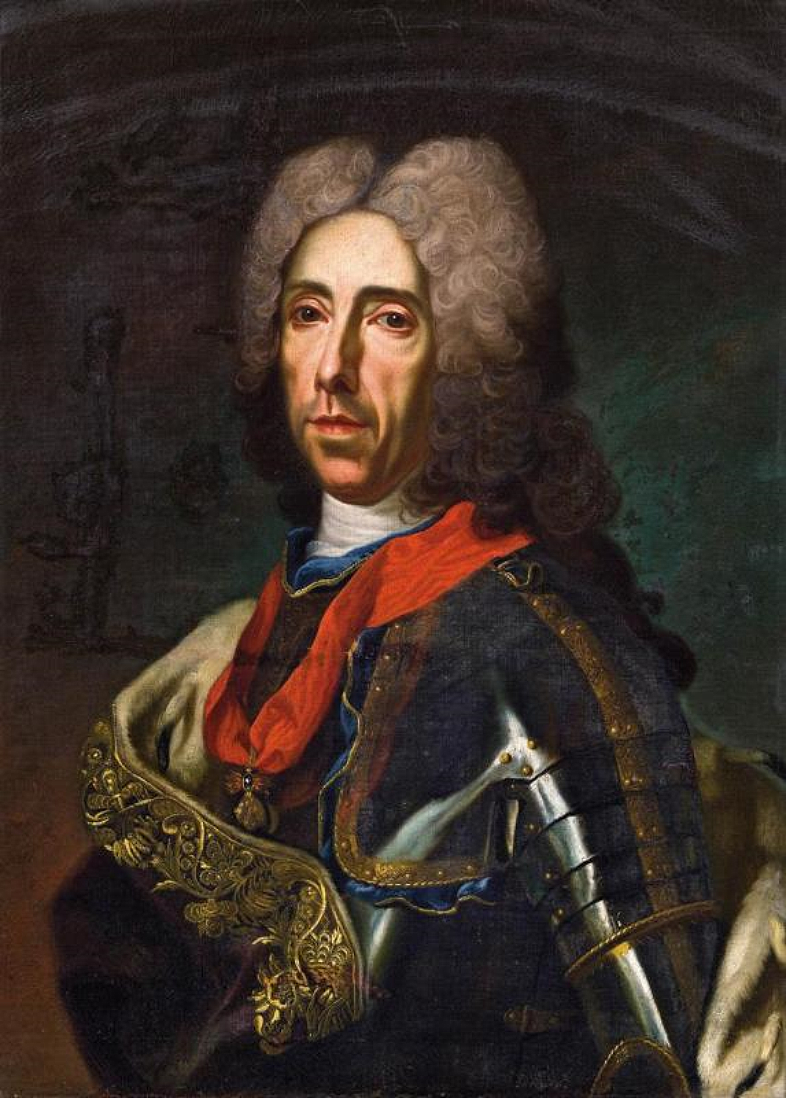
Il principe Eugenio di Savoia, che sostò a Pontevico, fu a comando delle forze armate dell'Arciducato d'Austria durante la guerra di successione spagnola.

Dopo che per quasi due secoli il castello non era stato interessato da grandi scontri, nel 1702, dopo la vittoria ottenuta a Chiari, vi si accampò Eugenio di Savoia, con il fine di fronteggiare le forze francesi bloccate a Cremona. Riguardo la sosta del comandante dell'esercito imperiale, esiste un interessante aneddoto. Il Principe si era messo in collegamento con Don Cozzoli, parroco cremonese, perché gli segnalasse il momento giusto per muovere il suo attacco verso la città, con il fine di annientare i francesi. Quando giunse il momento opportuno, il parroco inviò a Pontevico un suo uomo fidato, posizionandogli la lettera diretta verso Eugenio all'interno della cucitura delle scarpe, preparate per l'occasione. In questo modo, il generale imperiale poté entrare tempestivamente a Cremona, sbaragliando le truppe francesi e catturando il comandante François de Villeroy, portato proprio a Pontevico.

### La fine della funzione strategica e l'Ottocento
Con la caduta della Serenissima del 1497 e i conseguenti mutamenti territoriali, il castello, già inutilizzato da tempo, perse definitivamente la sua importanza strategica.
Nel 1804, la struttura venne acquistata dal cremonese Gaetano Pietro Cadolini, il quale vi aprì una fonderia, la prima aperta in Italia dopo la Rivoluzione Francese, e vi fece portare 600.000 pesi di carbone fossile dall'Istria, rifondendo più di 400.000 rubbi di ferro. La fucina era dotata di cinque forni a riverbero, impiegati soprattutto per la produzione di proiettili e strumenti di guerra.
Ricordiamo come in quel periodo la penisola fosse sotto il controllo di Napoleone, che venne incoronato, più precisamente si autoincoronò, nel 1805 a Milano, dando vita al Regno d'Italia. Proprio per quell'occasione, il 5 maggio 1805 nella fonderia di Pontevico venne prodotta una lastra di ferro sormontata da una medaglia rappresentante l'Imperatore con il capo cinto d'alloro e con attorno la scritta Napoleone Imperatore dei Francesi e Re d'Italia. Ai lati della medaglia, sono raffigurati una figura di un lanciere posante il piede destro sul globo e una donna paludata che tiene tra le mani una cornucopia rivolta a terra. Un'aquila imperiale trattenente tra gli artigli un fascio di fulmini sormonta la medaglia, mentre sulla piastra di ferro vi è l'iscrizione:
IMPERATORE DE' FRANCESI - RE D'ITALIA -
NUME DELL'INDIPENDENZA ET ARTEFICE -
G.P. CADOLINO CREMONESE - PRIMO CHE OSO' RIFONDERE
IL FERRO IN ITALIA - PER LA DIFESA DEL REGNO -
QUESTO SAGGIO UNICO - DEDICA E CONSACRA»
Attualmente, la lastra è riposta nei Musei del Castello Sforzesco.

Nel 1816, a seguito del Congresso di Vienna, Pontevico entrò a far parte del Regno Lombardo-Veneto, dipendente dell'Impero Austriaco. Nello stesso anno, l'ex Rocca venne visitata dagli Arciduchi d'Austria.

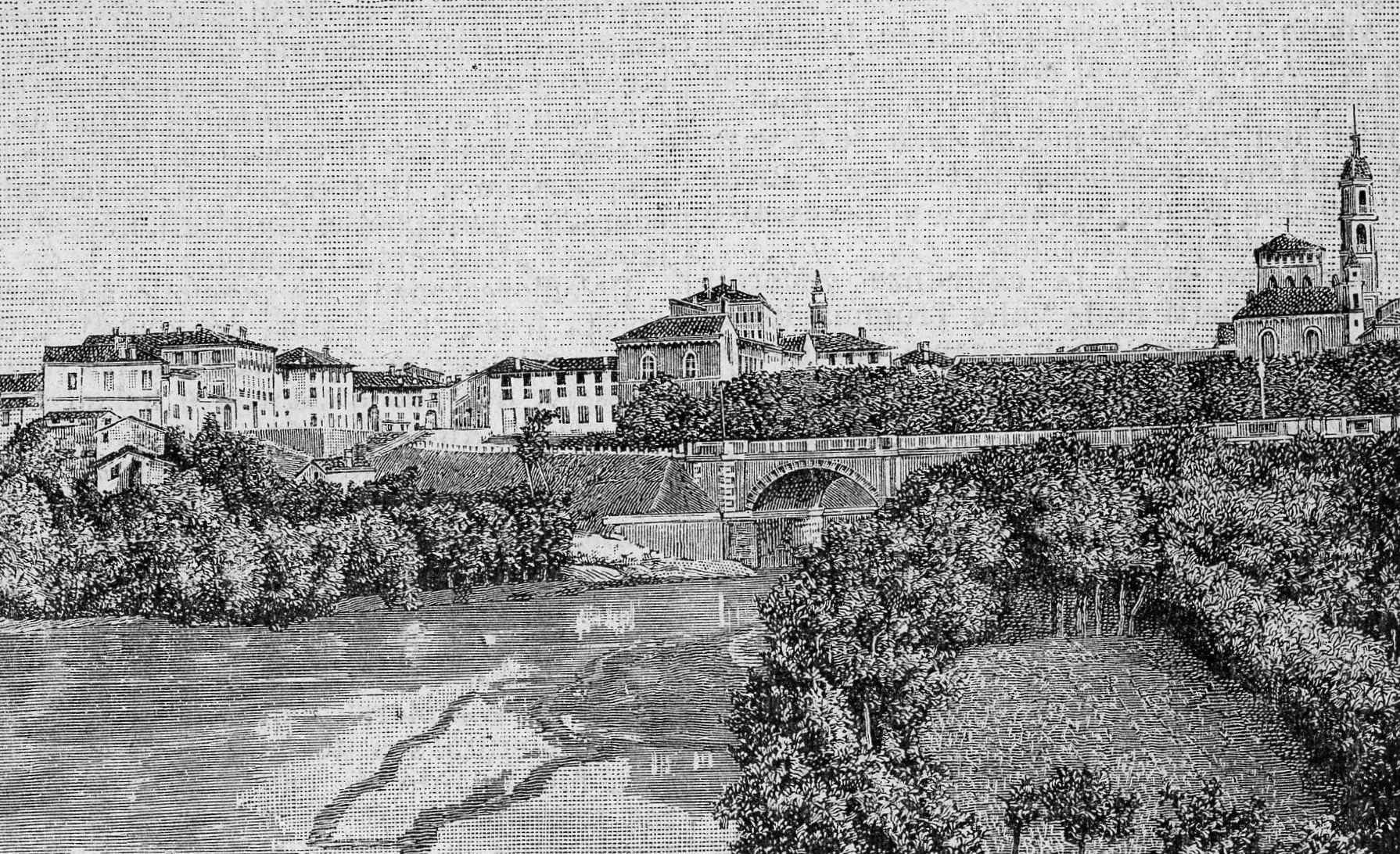
Una xilografia dell'Ottocento rappresenta Pontevico vista dall'altra sponda del fiume Oglio: è visibile il castello nella forma incompleta che lo ha contraddistinto per più di mezzo secolo.

Nel corso degli anni 1840, dopo che nella fine del decennio successivo cessò l'attività della fonderia, il tedesco Kewmüller acquistò il castello, che fece completamente demolire nella primavera 1844; ricordiamo che, durante i lavori di demolizione, venne otturato l'antico passaggio segreto che passava sotto il letto del fiume Oglio. I lavori per la costruzione di un nuovo castello in forme neogotiche, volto a ospitare attività commerciali e industriali, procedettero con grande alacrità, tuttavia con i Moti del 1848 i lavori si interruppero. Con la morte del principe Kewmüller, i suoi successori non si curarono di far proseguire i lavori. Erano state innalzate soltanto due delle quattro ali, le altre non vennero più costruite.

### L'Istituto neuropsichiatrico Bassano Cremonesini
Il 6 febbraio 1900, per 26.200 lire, il monsignor Cremonesini, insieme a Don Paolo Roda e a Don Luigi Fossati, acquistò il castello, ponendovi la sua sede d'Istituto. In quel periodo, decenni di carenza economica avevano diffuso sul territorio cretinismo e pellagra, soprattutto verso la popolazione contadina. Perciò, l'idea dell'abate era appunto quella di predisporre locali per l'accoglienza delle malate che, per la natura dei loro disturbi e per la sorveglianza di cui necessitavano, erano rifiutate dagli altri istituti. Il 18 marzo 1901, venne ufficialmente aperto l'Istituto, in quello che per secoli fu passò alla storia per stragi e battaglie.
Nel corso del tempo, sempre più abitanti del paese si dedicarono alla carità, riuscendo a garantire agli ospiti dell'istituto una vita decorosa. Ciò al punto che nel 1911, quella che fino ad allora era riconosciuta come Casa, divenne un Ente Morale, denominato Casa di riposo per frenasteriche ed epilettiche in Pontevico. Inoltre, tra il 1911 e il 1912 l'abate fece completare il quadrilatero del castello.
L'attività di Bassano Cremonesini proseguì (e prosegue tuttora) con i suoi successori. In particolare, nel Secondo Dopoguerra, l'abate Giuseppe Miglioli fece erigere una serie di edifici a due piani, ampliando la struttura con il fine ospitare le Ospiti affette da TBC e creare nuovi spazi dedicati ai servizi. Sotto la presidenza di Angelo Crescenti, nel 1962 il padiglione eretto da Miglioli venne sostituito con uno più spazioso, di forma circolare e su tre piani; era progettato per essere completamente autonomo dagli altri reparti ed è tuttora dotato di radiologia, laboratorio di analisi cliniche, sala di terapia fisica e laboratorio E.E.G.
Tuttavia, nel corso degli anni 1960, il problema legato alla scarsità di suore presenti all'interno della struttura portò una drastica riduzione delle ricoverate (che erano circa seicento nel 1962), con la contemporanea assunzione di personale sanitario laico specializzato. Nello stesso periodo, a causa dei segni allarmanti di cedimenti nelle fondamenta, legati soprattutto ai bombardamenti subiti nel corso della seconda guerra mondiale, avvenne la demolizione e la ricostruzione dell'edificio centrale, con la contemporanea ristrutturazione dell'intero fabbricato.
Nel frattempo, nel 1966 l'allora Presidente della Repubblica Giuseppe Saragat rinominò la struttura in Istituto neuropsichiatrico A. Cremonesini:
(Giuseppe Saragat, decreto dell'8 novembre 1966)
Nel 2003, è avvenuta la privatizzazione della struttura, rinominata in Istituto Bassano Cremonesini per disabili psichiche-Onlus. Quello che fin dal 1911 era stato un Ente Morale, venne così costituito in Ente di Diritto Privato, in adempimento alla legge nazionale 328 e della legge regionale 1/2003.

## Descrizione

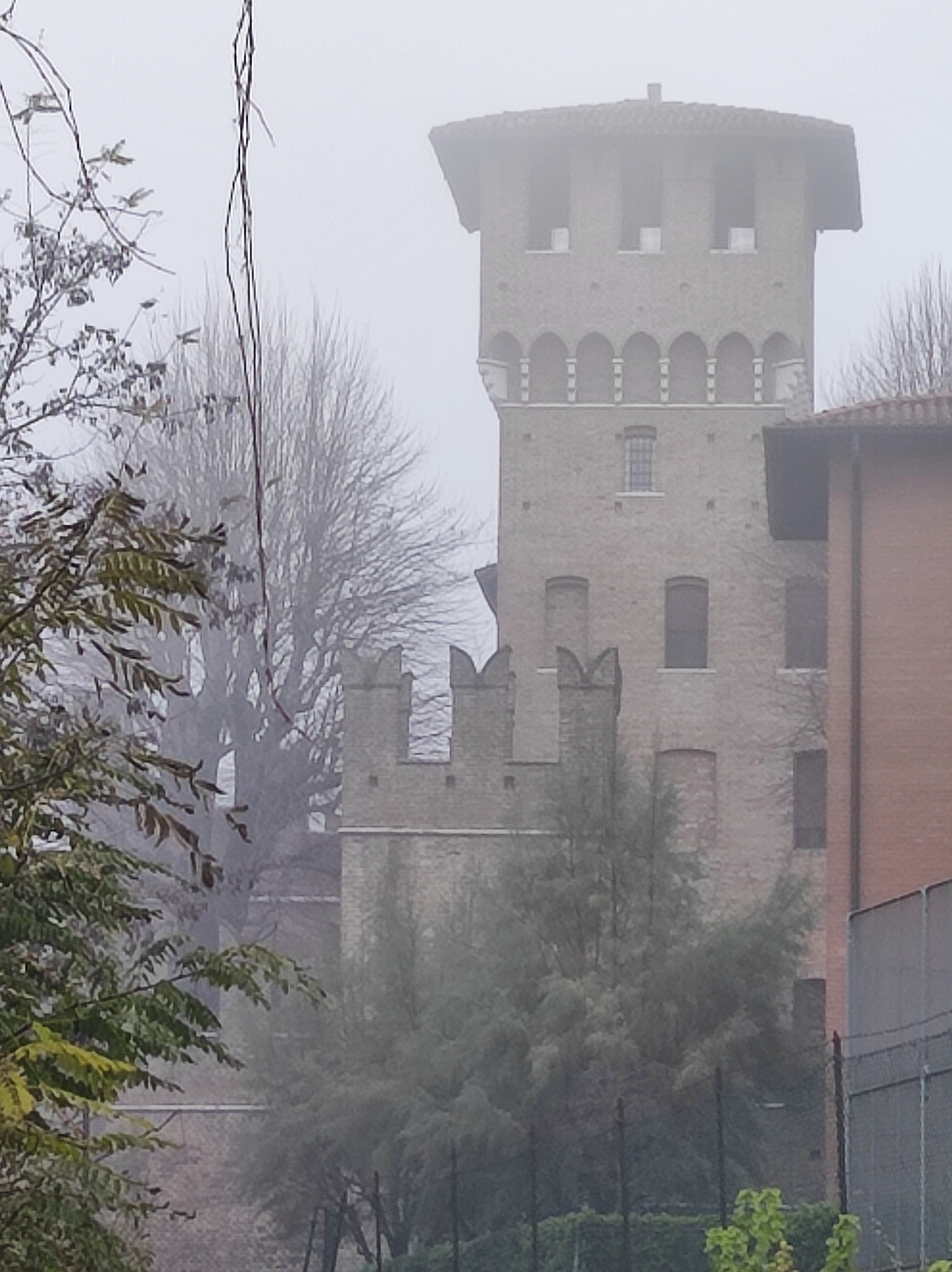
Particolare sulle merlature della rocca: si noti come esse siano fatte "a coda di rondine", e non a forma squadrata, come dovevano apparire nel corso del Medioevo.

Nella forma attuale, il Castello possiede il suo aspetto medievale, in stile romanico e a forma quadrangolare. Tuttavia, forse a causa di una svista durante l'ultimo restauro della seconda metà del XX secolo, le merlature sono state fatte "a coda di rondine", perciò in stile ghibellino, mentre nella forma originale dovevano essere squadrate, in stile guelfo. Posizionata verso il fiume Oglio, si trova una lapide raffigurante lo stemma di Pontevico e databile al 1560.
Il cortile interno, contornato da portici su tutto il perimetro, con loggiato, è formato da numerosi giardini e contiene una chiesetta al suo interno.

### La chiesa dell'Istituto
È risaputo che, fin dai tempi della Repubblica di Venezia, il castello fosse dotato di una cappella dedicata a San Marco, patrono della Serenissima; tuttavia dal 1815, a causa della demolizione dell'antica struttura, le reliquie della santella si trovano in una cappella laterale della Chiesa dei Santi Tommaso e Andrea Apostoli. La nuova chiesa risale al 1909, eretta per volere del Monsignor Cremonesini.
La struttura religiosa è posta al centro del cortile ed è dedicata alla Sacra Famiglia; l'altare maggiore è invece dedicato a Maria di Nazareth, il cui simulacro è posto al centro dell'abside.
La chiesetta in mattoni presenta una facciata a capanna con rosone centrale in marmo, sulla quale è posto un piccolo campanile a vela, dotato di due campane. All'interno, la decorazione principale consiste in una pala d'altare, ad opera del pittore bresciano Vittorio Trainini, raffigurante la novella beata in prostrazione di fronte a Maria che le porge il bambino.

### La cripta-monumento
A fianco della chiesetta, è presente una cripta in stile romanico, contenente le salme di Bassano Cremonesini, autore della rinascita del castello, da lui trasformato in un istituto neuropsichiatrico.
Una trifora consente l'accesso alla cripta, la cui illuminazione è resa possibile da una vetrata, sulla quale figurano due angeli portanti un nastro sul quale vi è la scritta Deus caritas est.
Il monumento consiste in un ambiente raccolto, il cui plafone consiste in un intarsio inquadrato, finito da colori vivaci e intersecato da angeli portanti delle scritte riflettenti il concetto del suffragio e del riposo eterno dell'anima; le pareti sono invece decorate con graffiti. La decorazione e l'affresco della struttura sono stati affidati al Trainini. Sulla parete di fondo, Trainini ha riprodotto, su uno sfondo d'oro, la scena della Risurrezione di Cristo; sulla stessa parete, si trova una raffigurazione rappresentante quattro Angeli che sorreggono le quattro opere principali compiute dal Monsignore, la Chiesa Abbaziale, l'Istituto neuropsichiatrico, l'obelisco del Cimitero e l'Istituto Canossiane, come a invocare la risurrezione di colui che ha compiuto tante opere benefiche.
La volta della parte centrale della cripta è un unico affresco raffigurante ai lati i simboli del Vangelo e al centro, su una croce dorata, un Crocifisso di grandi dimensioni. In quest'area del monumento si trova il sarcofago: si tratta di un blocco di marmo rosso di Verona, solenne per la sua semplicità, in quanto il suo unico ornamento è una croce lavorata con perle preziose e l'iscrizione dorata:
Per opera dello scultore Claudio Botta, sul sarcofago è richiamata l'immagine del venerando Sacerdote, raffigurato come dolcemente addormentato, sorridente e senza alcuna nota cadaverica.